# Абе (коммуна)
Абе (фр. Habay, нем. Habich, люкс. Habech) — коммуна в Бельгии, провинции Люксембург во франкоязычном регионе Валлония. Округ коммуны — Виртон.

## География
Абе находится на пересечении областей Арденны, Гом и Арлонские земли. Коммуна состоит из 6 частей и 10 деревень. Она находится в 5 километрах от границы Бельгии с Люксембургом и 15 км от Арлона. Через Абе протекает река Рюль, приток Семуа.
Общая площадь коммуны — 103,64 км². Из них 35,10 % — сельскохозяйственные районы, 53,09 % — леса, 8,27 % — застройка.

## Население
На 1-е января 2015 года в коммуне проживало 8297 человек, из них 50,1 % мужчин и 49,9 % женщин. Распределение по возрасту: 0—17 лет — 26,71 %, 18—64 лет — 59,62 %, старше 65 лет — 13,67 %. Средний возраст — 36 лет. Средний доход на человека — 14 273 € (2009 год).
| Население коммуны в XIX—XXI веках |
| --------------------------------- |
|                                   |